# Liste der denkmalgeschützten Objekte in Malé Svatoňovice
Grundlage dieser Liste der denkmalgeschützten Objekte in Malé Svatoňovice ist die ÚSKP-Liste (Ústřední seznam kulturních památek České republiky, deutsch Zentrale Liste der Kulturdenkmäler der Tschechischen Republik), die von der tschechischen Denkmalschutzbehörde NPÚ (Národní památkový ústav, deutsch Nationale Denkmalbehörde) seit 1987 geführt wird und an die seit dem Jahr 1850 geschaffenen Listen anschließt.
Die Liste umfasst die Kulturdenkmale der Gemeinde Malé Svatoňovice (Klein Schwadowitz) im Okres Trutnov mit ihren Ortsteilen.

## Malé Svatoňovice (Klein Schwadowitz)
| Lage                                                                             | Objekt                               | Beschreibung | ÚSKP-Nr.                  | Bild                                 |
| -------------------------------------------------------------------------------- | ------------------------------------ | --- | ------------------------- | ------------------------------------ |
| Malé Svatoňovice (Standort)                                                      | Marienkirche                         | Wallfahrtskirche der Sieben Freuden der Jungfrau Maria | 16737/6-3615 Info Katalog | weitere Bilder                       |
| Malé Svatoňovice, nám. K. Čapka 16 (Standort)                                    | Kirchenhaus                          | Bauernhaus - Kirchenhaus | 15129/6-5984 Info Katalog | Kirchenhaus                          |
| Malé Svatoňovice, Schejbalova 131 (Standort)                                     | Schule                               | Gebäude der Grundschule mit angeschlossener Turnhalle. Erbaut auf einem rechteckigen Grundriss in der Ost-West-Achse, mit später angebauter Turnhalle im Nordwesttrakt. Die verzierte Fassade des Gebäudes ist zur Südseite, zum Schulgarten, ausgerichtet. Der Gebäudekörper mit Erdgeschoss und zwei Stockwerken ist in drei Trakte unterteilt. | 106465 Info Katalog       | Schule                               |
| Malé Svatoňovice, nám. K. Čapka (Standort)                                       | Denkmal der Brüder Čapek             | Denkmal der Brüder Čapek | 25758/6-4577 Info Katalog | weitere Bilder                       |
| Malé Svatoňovice, im Museum der Gebrüder Čapek, urspr. in Strážkovice (Standort) | Statue Maria Immaculata              | Statue Maria Immaculata | 27418/6-3683 Info Katalog | Statue Maria Immaculata              |
| Malé Svatoňovice, nám. K. Čapka 147 (Standort)                                   | Haus Zum Doktor                      | Bürgerhaus Zum Doktor (U doktorů), Geburtshaus der Gebrüder Čapek | 17654/6-3619 Info Katalog | weitere Bilder                       |
| Malé Svatoňovice, im westlichen Teil des Sportstadions (Standort)                | Denkmal für die Opfer des Faschismus | Denkmal für die Opfer des Faschismus | 18977/6-5145 Info Katalog | Denkmal für die Opfer des Faschismus |
| Malé Svatoňovice, na Klůčku (Standort)                                           | Mariensäule                          | Mariensäule | 44765/6-3618 Info Katalog | Mariensäule                          |
| Malé Svatoňovice, Mariánský sad (Standort)                                       | Kapellen und das Heilige Grab        | Kapelle – eine Reihe von Kapellen und das Heilige Grab | 45447/6-3616 Info Katalog | weitere Bilder                       |
| Malé Svatoňovice (Standort)                                                      | Kapelle über dem Brunnen             | Kapelle über dem Brunnen | 68666/6-3617 Info Katalog | weitere Bilder                       |
| Malé Svatoňovice, 9. května 14 (Standort)                                        | Bauernhaus 9. května 14              | Bauerngehöft | 51319/6-6247 Info Katalog | Bauernhaus 9. května 14              |

## Odolov (Wodolau)
| Lage                                                                | Objekt           | Beschreibung     | ÚSKP-Nr.                  | Bild |
| ------------------------------------------------------------------- | ---------------- | ---------------- | ------------------------- | ---- |
| Odolov, auf dem Kamm vom Habichtsgebirge (Jestřebí hory) (Standort) | Drei Grenzsteine | Drei Grenzsteine | 13471/6-3685 Info Katalog | BW   |

## Petrovice (Petrowitz)
| Lage                 | Objekt                      | Beschreibung                | ÚSKP-Nr.                  | Bild           |
| -------------------- | --------------------------- | --------------------------- | ------------------------- | -------------- |
| Petrovice (Standort) | Kapelle der hl. Drei Könige | Kapelle der hl. Drei Könige | 12527/6-5636 Info Katalog | weitere Bilder |

## Strážkovice (Straschkowitz)
| Lage                      | Objekt      | Beschreibung | ÚSKP-Nr.                  | Bild        |
| ------------------------- | ----------- | ------------ | ------------------------- | ----------- |
| Strážkovice 51 (Standort) | Haus Nr. 51 | Bauernhaus   | 31769/6-3684 Info Katalog | Haus Nr. 51 |